# Заднее (Усть-Кубинский район)
Заднее — село в Усть-Кубинском районе Вологодской области. Административный центр Заднесельского сельского поселения и Заднесельского сельсовета.
Расстояние до районного центра Устья по автодороге — 18 км. Ближайшие населённые пункты — Омеликово, Стафилово, Пакутино.
По переписи 2002 года население — 466 человек (230 мужчин, 236 женщин). Преобладающая национальность — русские (97 %).